# Marija Gusakowa
Marija Iwanowna Gusakowa z d. Kudimowa (ros. Мария Ивановна Гусакова z d. Кудимова, ur. 2 lutego 1931 w Timoszkinie, zm. 8 maja 2022 w Petersburgu) – rosyjska biegaczka narciarska reprezentująca Związek Radziecki, trzykrotna medalistka olimpijska oraz trzykrotna medalistka mistrzostw świata.

## Kariera
Jej olimpijskim debiutem były igrzyska w Squaw Valley w 1960 roku. Zdobyła tam złoty medal w biegu na 10 km techniką klasyczną. Ponadto wspólnie z Radją Jeroszyną i Lubow Baranową wywalczyła srebrny medal w sztafecie 3 × 5 km. Cztery lata później, podczas igrzysk olimpijskich w Innsbrucku wywalczyła brązowy medal w biegu na 10 km, ulegając jedynie dwóm swoim rodaczkom: zwyciężczyni Kławdii Bojarskich oraz drugiej na mecie Jewdokii Miekszyło. Był to jej jedyny start na tych igrzyskach i zarazem ostatni start olimpijski w karierze.
W 1958 roku wystartowała na mistrzostwach świata w Lahti, gdzie zajęła szóste miejsce w biegu na 10 km stylem klasycznym. Startowała także na mistrzostwach świata w Zakopanem. Wraz z Alewtiną Kołcziną i Lubow Baranową zdobyła złoty medal w sztafecie. Ponadto w biegu na 10 km zdobyła srebrny medal, ustępując jedynie Kołczinej, a w biegu na 5 km wyprzedziły ją jedynie Kołczina i Baranowa, wobec czego Gusakowa zgarnęła brązowy medal. Na kolejnych mistrzostwach już nie startowała.
Ponadto sześć razy zdobywała tytuł mistrzyni Związku Radzieckiego, zwyciężając na dystansie 5 km w 1961 roku, 10 km w 1960 i 1961 roku oraz w sztafecie w latach 1958, 1962 i 1966. W 1960 roku została odznaczona Orderem Czerwonego Sztandaru Pracy.
Jej mąż Nikołaj reprezentował Związek Radziecki w kombinacji norweskiej.

## Osiągnięcia

### Igrzyska Olimpijskie
| Miejsce | Dzień     | Rok  | Miejscowość  | Konkurencja             | Czas biegu  | Strata  | Zwyciężczyni        |
| ------- | --------- | ---- | ------------ | ----------------------- | ----------- | ------- | ------------------- |
| 1.      | 20 lutego | 1960 | Squaw Valley | 10 km stylem klasycznym | 39:46.6 min | -       | -                   |
| 2.      | 26 lutego | 1960 | Squaw Valley | Sztafeta 3 × 5 km       | 1:04:21.4 h | +21 s   | Szwecja             |
| 3.      | 1 lutego  | 1964 | Innsbruck    | 10 km stylem klasycznym | 40:24.3 min | +22.3 s | Kławdija Bojarskich |

### Mistrzostwa świata
| Miejsce | Dzień     | Rok  | Miejscowość | Konkurencja             | Czas biegu  | Strata      | Zwyciężczyni      |
| ------- | --------- | ---- | ----------- | ----------------------- | ----------- | ----------- | ----------------- |
| 6.      | 5 marca   | 1958 | Lahti       | 10 km stylem klasycznym | 44:49.0 min | +2:12.9 min | Alewtina Kołczina |
| 3.      | 19 lutego | 1962 | Zakopane    | 5 km stylem klasycznym  | 19:28.6 min | +58.9 s     | Alewtina Kołczina |
| 2.      | 21 lutego | 1962 | Zakopane    | 10 km stylem klasycznym | 39:48.2 min | +1:11.7 min | Alewtina Kołczina |
| 1.      | 23 lutego | 1962 | Zakopane    | Sztafeta 3 × 5 km       | 58:08.9 min | -           | -                 |